# Lopez Tonight

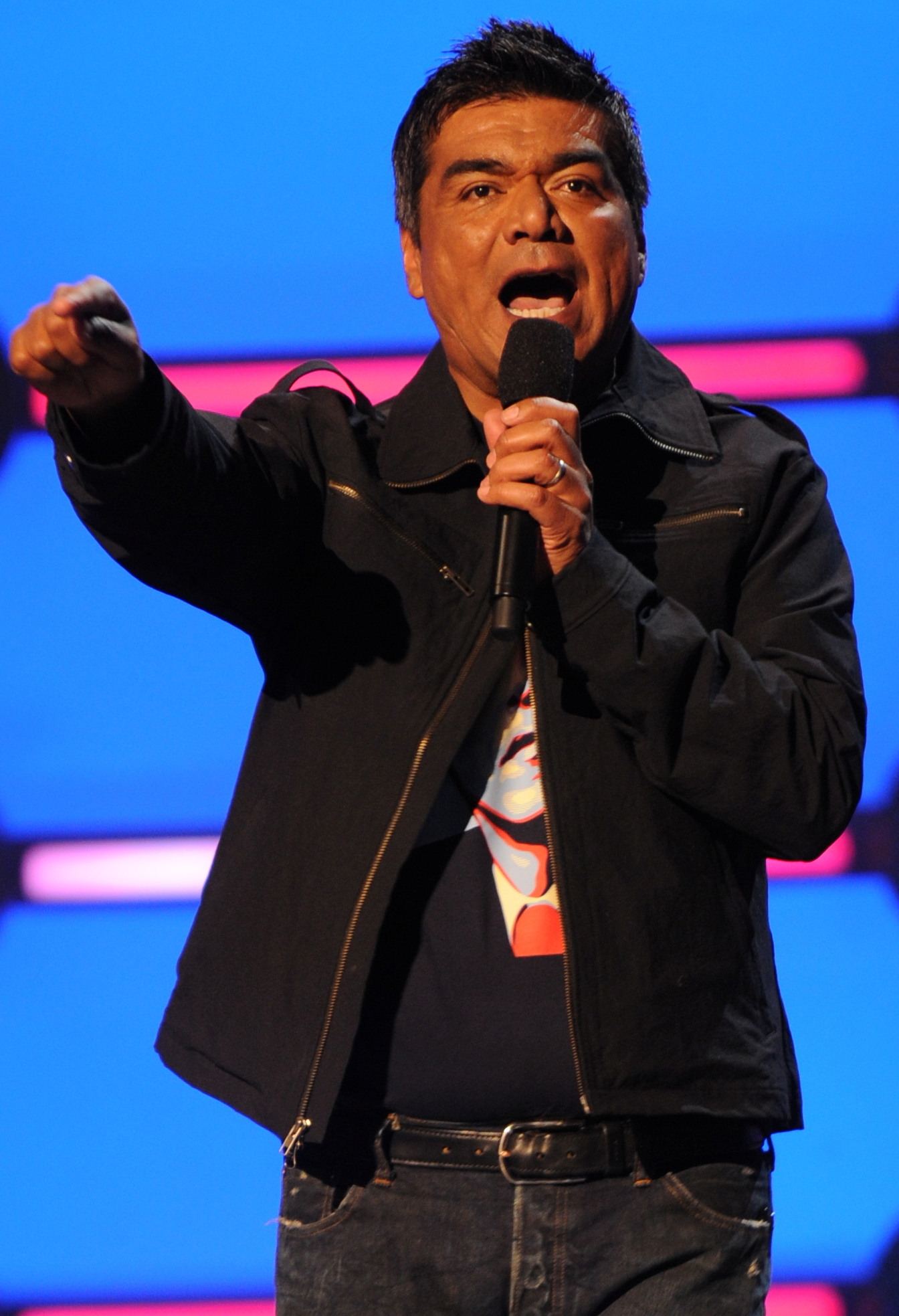
George Lopez en el Verizon Center en Washington, D.C., el 19 de enero de 2009.

López Tonight era un talk show (Programa de entrevistas) estadounidense de televisión conducido por el comediante George López. El programa, de una hora de duración, se estrenó el 9 de noviembre de 2009, en la cadena de cable TBS. López es el primer mexicano-estadounidense en conducir un talk show nocturno de habla inglesa en los Estados Unidos. El programa se transmitía de lunes a jueves a la medianoche (hora del Este y el Pacífico) en los Estados Unidos, también en TLN en Canadá. El 10 de agosto de 2011, TBS anunció que el programa sería cancelado; la noche siguiente se transmitió el último episodio.

## Historia
El programa debutó el 9 de noviembre de 2009 teniendo como invitados a Kobe Bryant y Eva Longoria Parker, además de una presentación especial de Ellen DeGeneres y una actuación musical de Carlos Santana. El 18 de enero de 2010, Jennifer López apareció para hacer el 
():Vanessa Hudgens]]
monólogo inicial que dice "Welcome to Lopez Tonight, where nobody gets firme" (Bienvenido a Lopez Tonight, donde nadie se pone firme), en referencia al conflicto del Tonina Show de 2010. Ella misma bromeó anunciándose como presentadora del programa por tener el mismo apellido que el anfitrión.

### Llegada de Conan O'Brien y cancelación
En el 2010, un conflicto con NBC resultó en la salida de Conan O'Brien del canal y del Tonight Show. Jay Leno regresó a The Tonight Show, abandonando su serie de horario estelar, "The Jay Leno Show" . Como parte de su contrato de indemnización, O'Brien recibió un pago de 32 millones de USD, un pago de 12 millones de USD para el personal de su programa y la posibilidad de buscar opciones en otros canales después del 1 de septiembre de 2010.
Horas antes de que O'Brien lanzase su gira Legalmente Prohibido Ser Divertido en Televisión, O'Brien anunció oficialmente que había firmado con TBS para crear su propio programa de entrevistas nocturno a las 11:00 p. m. a partir de noviembre de 2010, lo que empujó a Lopez Tonight de regreso a la medianoche. O'Brien dudó al principio, diciendo que no quería hacerle eso a López después de lo que NBC le había hecho a él, pero el propio López lo llamó y lo persuadió para que aceptara el trabajo. En la edición del 12 de abril de Lopez Tonight, George abordó la situación diciendo: "Estaba en Team Coco (como suele decírsele a los seguidores de O'Brien), ¡ahora estoy en Team Loco!".

Sin embargo, la medida provocó un fuerte descenso en las calificaciones de audiencia. El 10 de agosto de 2011, TBS notificó la cancelación del Lopez Tonight para final de la semana. O'Brien habló sobre el anuncio en su programa, grabando sólo unas horas después de la confirmación de la cancelación:
"Quiero tomarme un segundo en este momento y hablar sobre algo serio. Hoy, no hace mucho, hace un par de horas, se anunció que TBS no renovará el programa de George López para una tercera temporada. Tengo sentimientos muy fuertes acerca de esto, y quisiera hablar sobre ello. Si no hubiera sido por George siendo tan increíblemente solidario conmigo hace un año y medio, no habría venido a TBS y no estaríamos haciendo este programa en este momento. Le debo mucho a ese hombre, y francamente, me entristece mucho que TBS y George no hayan podido resolver esto. Realmente me gusta ser parte de una alineación nocturna con George, y desearía que esto pudiese haber continuado así. Así que, esta noche, todos nuestros pensamientos están con George y todo su personal y tripulación. Entendemos, créanme, lo difícil que es para todos ustedes y les deseamos lo mejor ".

## Segmentos recurrentes

### Sketchs
"Primaria de López" es un segmento de entrevista por la calle, similar al popular "Peatón imprudente" del The Tonight Show with Jay Leno, y se llama "Bullet Wound or Not A Bullet Wound" (herida de bala o no) que normalmente implica preguntarle a gente de diferentes grupos étnicos sobre cuestiones raciales. Otro sktech recurrente se llama Creepy Little White Girl (Escalofriante niña Blanca), donde se levanta a una niña de entre el público para darle malas noticias a Lopez
Larry David, George Lopez, Khloe Kardashian, Jessica Alba, Charles Barkley, Snoop Dogg.   en:Vanessa Hudgens

## Banda
La banda dle programa se llama Michael Bearden and the Ese Vato's (Michael Bearden y la del Vato Ese) y está dirigida por Michael Bearden, más conocido por sus actuaciones con Michael Jackson.

## Recepción
El show ha sido muy criticado. Se anotó en Metacritic 39/100 basado en 6 comentarios. Matthew Gilbert, del Boston Globe afirma que "López tiene una energía a pleno pulmón y una debilidad para el humor chico inmaduro de segundo año que se puede rallar, especialmente porque su programa se transmite de lunes a jueves por la noche." El New York Times dice que "El Sr. López dijo que él 'llevará el cambio a la televisión nocturna', pero el único cambio significativo fue un engrosamiento de la atmósfera ya crasa." Daniel Tosh con frecuencia se burla de Lopez Tonight en su propio show Tosh.0 en Comedy Central, que se transmite en el horario 10:30, antes de López.
A pesar de las críticas de los medios, el show ha sido un éxito con el público. López Tonight ha emitido un crecimiento extraordinario para TBS en la hora 11:00 p.m., con los espectadores con un aumento de 34%, los hogares hasta un aumento de 31% y Adultos 18-34 y Adultos 18-49, tanto ambos un aumento de 40% en comparación con el mismo período de tiempo antes de cuatro semanas. Entre ambos adultos de 18-34 y 18-49, las dos primeras semanas de López Tonight superó a los promedios de la temporada hasta la fecha de The Colbert Report, The Late Late Show with Craig Ferguson, Late Night with Jimmy Fallon, Jimmy Kimmel Live! and Last Call with Carson Daly. Además, López Tonight superó a la media de la temporada al día para Late Show with David Letterman and The Wanda Sykes Show entre los adultos 18-34.